# 玉井清
玉井 清（たまい きよし、1959年3月8日 - ）は、日本の政治学者。博士（法学）（1989年）。専攻は、近代日本政治史。慶應義塾大学法学部教授。

## 略歴
東京都生まれ。1982年慶應義塾大学法学部政治学科卒業。中村勝範に師事。1984年同大学院法学研究科修士課程修了。1987年同博士課程単位取得退学。1989年博士（法学）「近代日本民主主義の諸相」（未公刊）。
1986年神奈川工科大学専任講師、1990年慶應義塾大学法学部講師、1993年助教授を経て1998年より教授。
2000-2002年ハーバード大学ライシャワー研究所客席研究員。

## 著作

### 単著
- 『原敬と立憲政友会』（慶應義塾大学出版会 1999年）
- 『第一回普選と選挙ポスター　昭和初頭の選挙運動に関する研究』慶應義塾大学出版会、2013

### 編著
- 『戦時日本の国民意識――国策グラフ誌『写真週報』とその時代』（慶應義塾大学出版会, 2008年）

### 共編著
- （笠原英彦）『日本政治の構造と展開』（慶應義塾大学出版会, 1998年）
- （寺崎修）『戦前日本の政治と市民意識』（慶應義塾大学出版会, 2005年）